# ديريك كلارك
ديريك كلارك (بالإنجليزية: Derek Clarke)‏ (19 فبراير 1950 في المملكة المتحدة - ) هو لاعب كرة قدم بريطاني في مركز الهجوم. لعب مع أكسفورد يونايتد ونادي كارلايل يونايتد ونادي ليتون أورينت ونادي والسول ووولفرهامبتون واندررز.

## وصلات خارجية
- ديريك كلارك على موقع قاعدة بيانات كرة القدم.إي يو (الإنجليزية)